# PE-015
PE-015 é um rodovia estadual de Pernambuco que liga o município de Olinda (avenida Joaquim Nabuco) ao município de Abreu e Lima, onde desemboca na rodovia federal BR-101. A rodovia também cruza o município de Paulista (bairros Arthur Lundgren I e II).